# 波尼羅克鎮區
波尼羅克鎮區（英語：Pawnee Rock Township）為位在美國堪薩斯州巴頓縣的鎮區。2010年美国人口普查中該鎮區人口有373人。
波尼羅克鎮區於1878年設立。

## 地理
波尼羅克鎮區涵蓋面積92.6平方（35.8平方英里），境內擁有一座城鎮：波尼羅克。

### 墓園
根據美國地質調查局的資料，此鎮區擁有2座墓園：
- Bergtal墓園
- 波尼羅克墓園（Pawnee Rock Cemetery）

## 人口統計
根據2010年美國人口普查，波尼羅克鎮區人口有373人，人口密度為4.02人/平方公里。種族方面，96.78%為白人；0%為非裔美洲人；0.27%為美洲原住民；0%為亞洲人；0%為太平洋島民；0.27%為其他種族；另外有2.68%為兩個或以上的種族。而西班牙裔美國人或拉丁美洲人佔該鎮區人口的2.41%。

## 外部連結
- US-Counties.com
- City-Data.com （页面存档备份，存于）